# 役所

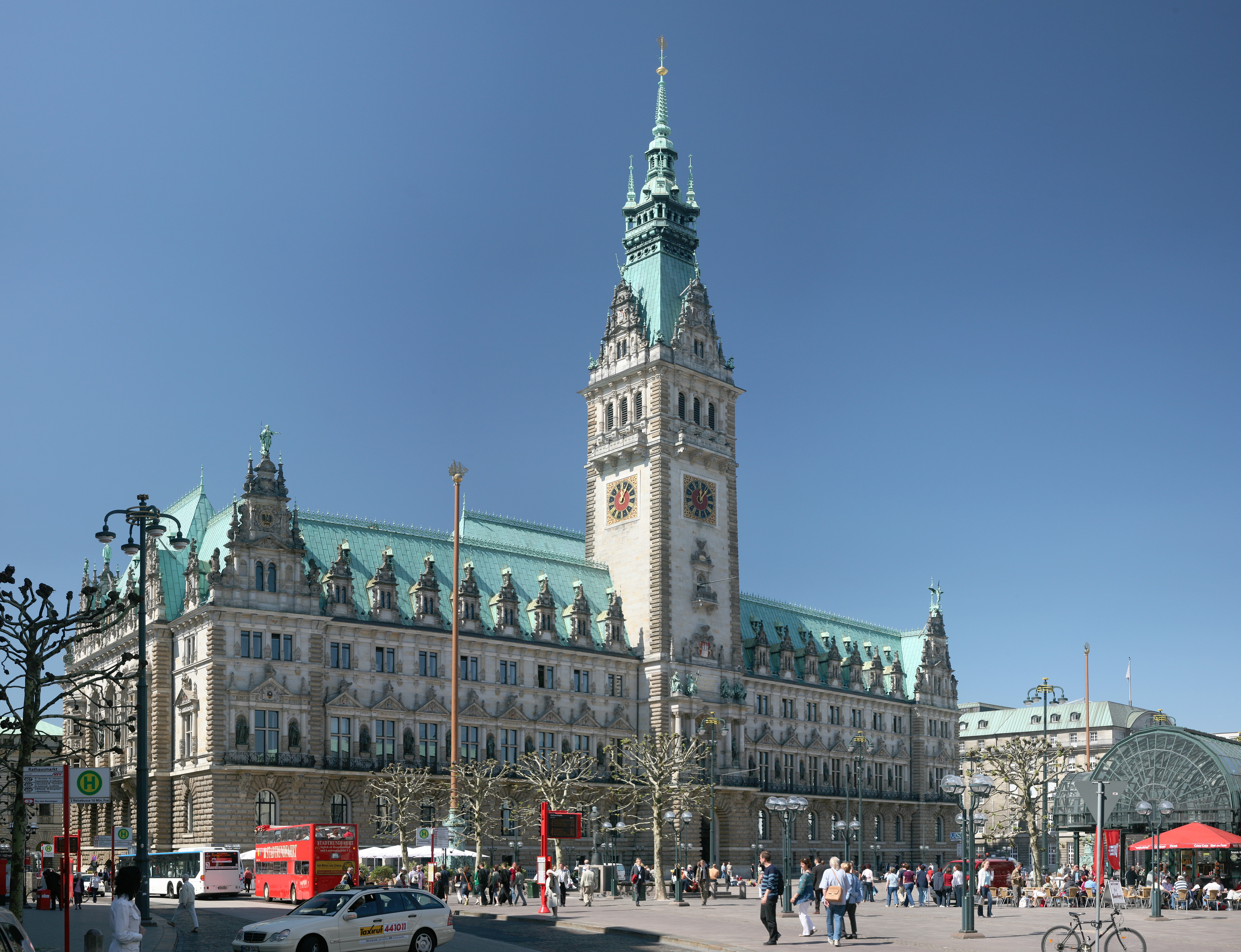
ハンブルク市庁舎

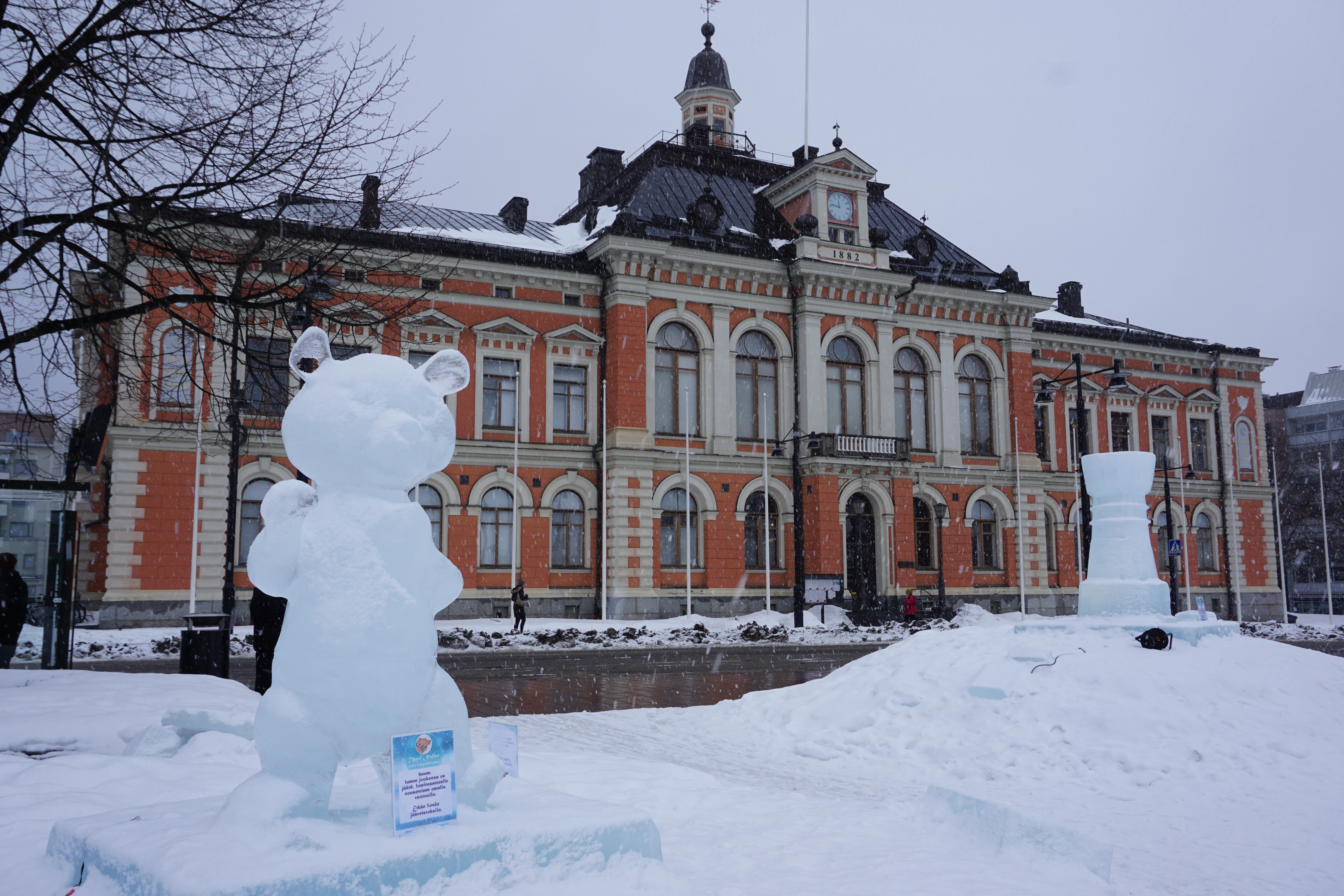
1880年代にフィンランドのクオピオに建てられた市庁舎

役所（やくしょ、英語: government office）または役場（やくば）とは、国（中央官庁）や地方公共団体（都道府県および市町村（特別区を含む。以下同じ。））が、公の事務とりわけ行政事務を取り扱う組織またはその組織が入居する建物をいう。
後者の意味に限定して呼ぶ時には庁舎（ちょうしゃ）という。
単に「役所」という場合には行政機関の意味に限定して用いられるが、「官公庁」「官公署」という場合には司法機関・立法機関も含む。

## 日本

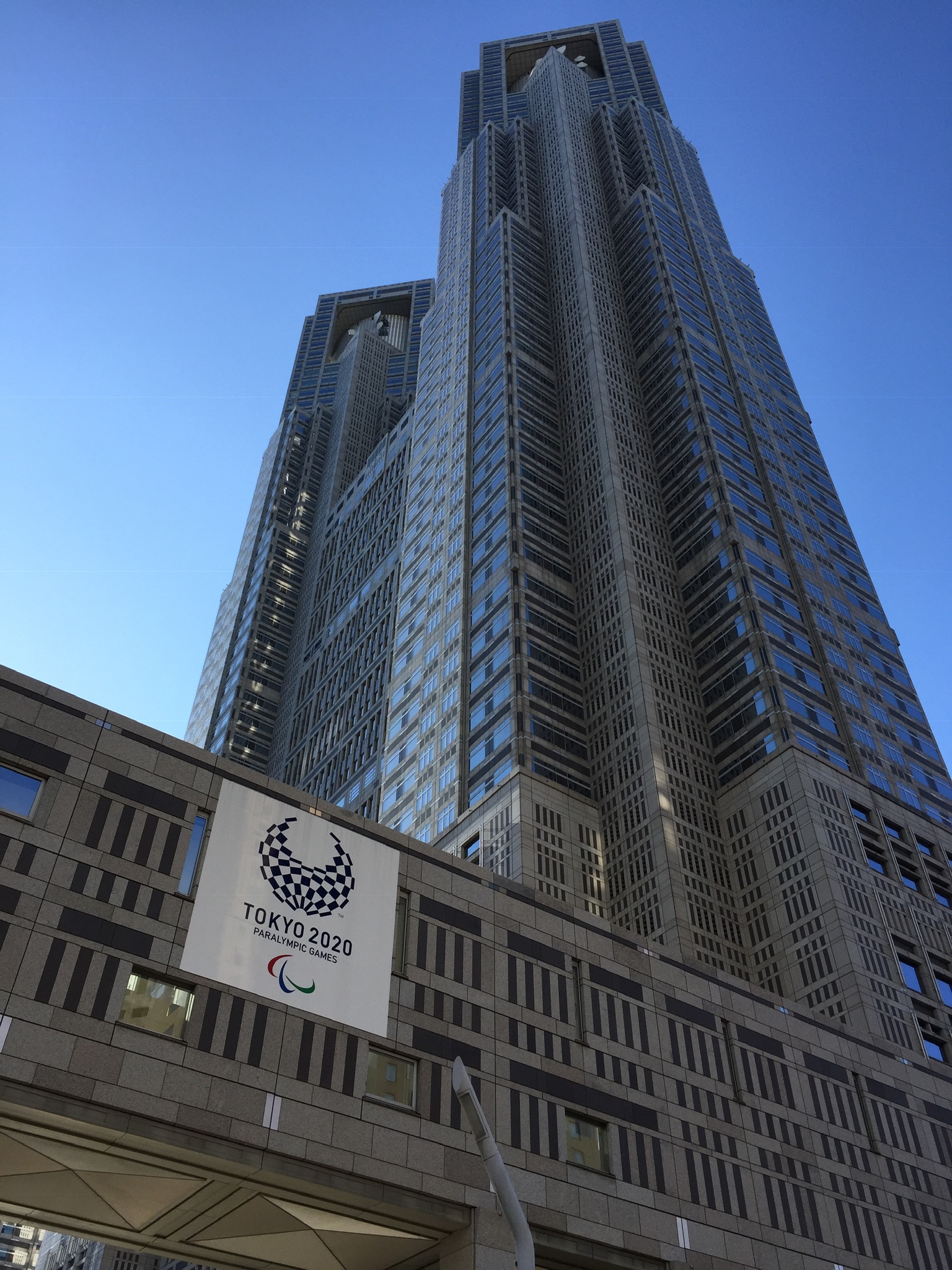
東京都庁舎

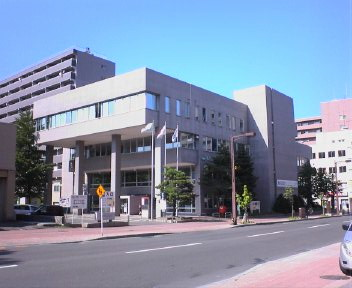
札幌市西区役所庁舎

日本では国家機関を官庁（かんちょう）、または、官署（かんしょ）、地方公共団体その他の公法人の組織を公署（こうしょ）といい、総称して官公庁（かんこうちょう）、または、官公署（かんこうしょ）という。
地方公共団体の事務所をその種別によって以下のように区別する。
- 都道府県 - 都庁（とちょう）、道庁（どうちょう）、府庁（ふちょう）、県庁（けんちょう）
- 市や区 - 市役所（しやくしょ）、区役所（くやくしょ）
- 町や村 - 町役場（まちやくば、ちょうやくば）、村役場（むらやくば、そんやくば）

地方公共団体によっては「役所」の名称を用いず「市庁」などと称する場合もある（例：八戸市）。本土復帰前の沖縄の町村では町役所・村役所（ちょうやくしょ・そんやくしょ）の名称を使用しており、本土復帰後も豊見城村（現在の豊見城市）のみは村役所を名乗っていた。また、1878年から1926年までは郡にアメリカ合衆国同様の「郡役所」（ぐんやくしょ）が存在した（所在地は郡庁所在地）。また、東京都の特別区における区役所と、他の指定都市における区役所は、名称は同じであるが、前者は独立した地方公共団体であり（したがって選挙で選ばれた区長や議会の監督を受け、職員は他区役所へ転勤することはない）、後者は指定都市の区の事務所にすぎないため、まったく性格が異なる。

### 地方公共団体の事務所
地方公共団体の事務所は、地方自治法4条1項の規定により、その所在地を位置条例で定めなければならないため、事務所の引越しには、議会における条例の改正などが必要となる。一般的な条例改正にあたっては、出席議員の過半数によって決するが、事務所の位置を変更する場合は、出席議員の3分の2以上の同意を得なければならない。
山口県旭村（現在：萩市）と高知県東洋町では、合併時の経緯から、定期的に役場本所と支所を入れ替えるという独特なシステムを取っていた。
また、地方自治法4条2項では、事務所の位置の決定・変更にあたっては、住民の利便性が最も高くなるように、交通事情や他の官公署との関係などを考慮しなければならないとされている。地方公共団体の事務所は、通常その地方公共団体の区域内に置かれるが、町村内の移動よりも隣接地方公共団体の市街地への移動の利便性が高い場合には、他の地方公共団体の区域内に事務所を置くことがある。2018年2月現在、以下の3町村がこれにあてはまる。
- 鹿児島県鹿児島郡三島村[6]（事務所所在地は鹿児島市）
三島村の前身となる十島村（初代）のうち1946年にアメリカ合衆国統治下となった北緯30度以南のトカラ列島の区域を除いて日本国政府の行政権下に残った上三島を管轄する事務所として、同年2月24日に「十島村仮役場」が鹿児島市に設置された[7]。1952年2月10日にトカラ列島の本土復帰に伴う事実上の分村により「三島村」となって以降一度も村内に村役場が所在していたことはない（詳細な経緯は「日本の市町村の廃置分合#特殊な例」、「三島村役場#下七島の分離と仮十島村役場の設置」を参照）[7]。
- 鹿児島県鹿児島郡十島村[8]（事務所所在地は鹿児島市）
1956年（昭和31年）4月1日に村内の中之島から鹿児島市に移転[9]。
- 沖縄県八重山郡竹富町（事務所所在地は石垣市）[10]

島嶼を除く地方公共団体では、青森県下北郡東通村が、村の設置から100年間、1988年までむつ市に事務所を置いていた。
2011年3月11日の東北地方太平洋沖地震（東日本大震災）による福島第一原子力発電所事故により帰還困難区域とされた福島県双葉町は、4月1日から事務所の機能を埼玉県加須市に移転し、2013年6月17日以降は事務所の機能を福島県いわき市に移転しているただし、これは事務所の機能の移転であって、事務所を移転しているわけではない。

### 市町村の内部組織の例
市町村の事務所は、法律によって市町村が行うこととされている事務のほか、市町村独自に定めた住民サービスなどあらゆる行政事務を行うために種々の内部組織が設けられている。
広域行政を担う都道府県と住民により近い行政を担当する市町村では、設置する内部組織にも様々な相違がある。
- 市町村にあり都道府県にない内部組織の例：戸籍や住民票関連を取り扱う内部組織。ただし、指定都市では区役所に実質的な窓口が置かれており、市役所では取り扱っていない場合が多い（証明書発行に特化した窓口を設置している場合はある[注釈 1]）。
- 都道府県にあり市町村にない内部組織の例：旅券の発給を行う内部組織。ただし、事務移譲されている市町村がある。

なお、指定都市や中核市などでは、都道府県の事務の一部が移譲されており、これらの事務を担当する内部組織が設けられている。
次に市町村の内部組織について例を掲げる。これらの各内部組織は、地方公共団体によって名称や業務分掌が大きく異なる。各内部組織は議会、とりわけ管轄する委員会により監督されている。例外として、千葉県松戸市の「すぐやる課」を嚆矢（こうし）とする、長直轄の即応サービス部門を置く市町村もある（ただし現在、松戸市のすぐやる課は、市長直轄でなく、総務部長の下に置かれている）。
住民課／市民課など
婚姻届・離婚届・出生届・死亡届・転入届・転出届・転居届など戸籍や住民票に関する届出。
印鑑登録証明書・マイナンバーカードやその他の各種証明書の発行。
国民健康保険および国民年金なども扱うことが多いが大規模な市などになると当該部門が独立している場合がある。
税務課／市民税課／収税課など
地方税（市町村民税）の賦課（課税）、徴収（集金）を行う。
福祉課／福祉保健課／健康福祉課など
住民の福祉に関する事務を扱う。公的扶助の受付や審査、公立保育所の運営など。
管財課／資産管理課など
市町村が管理保有している土地および庁舎の管理をおこなう。用地取得売却など建築物を管理する。公民地の境界線確定。
都市計画課／都市整備課など
土地区画整理、市街化調整区域、市街化区域、開発許可。
環境整備課／環境課など
ごみなど不法投棄の監視も扱う。廃棄物処理、リサイクル、汚染物質の除去、監督、指導を行う。
清掃工場などの運営も行うが、一部事務組合や外部団体が運営する場合がある。
土木課／建設課／道路河川課など
公園や歩道、公道（市町村道）などの管理、市町村の保有する建築物の補修、道路・河川などの管理を行う。
法定外公共物（赤線・青線）の管理も行う。
水道局／下水道局／水道部／水道課／上下水道課／下水道課など
内部組織ではなく地方公営企業の形をとることもある。一方、土木部門の中に組み込まれている市町村もある。近年は、他の市町村の事務と統合し、一部事務組合（企業団）または広域連合（広域連合企業団）を設置することがある。
上水道・下水道の管理や水道料金の収受を行う。
病院局／病院事業部など
公立病院の運営などを行う。公立病院を有する場合のみ存在するが、専門の内部部局を設けない場合も多い。近年はPFIなどにより運営を外部に委託するケースも増加している。
交通局／交通部など
地下鉄・路面電車・公営バスといった公営交通を管理する。公営交通を有する場合のみ存在するが、内部組織ではなく地方公営企業の形をとることが多い。
消防本部
消防署の運用管理。効率化などのために、他の市町村と一部事務組合を組織し共同運用する事例が増加傾向にある。
以下の委員会および委員については、地方自治法で設置が義務付けられている。
選挙管理委員会
人事委員会または公平委員会
監査委員
教育委員会
幼稚園・小学校・中学校の施設管理、学齢簿の管理など学校関係の事務、公立図書館、公民館および博物館などの管理を扱う。
図書館などの施設はPFIなどにより外部に管理委託する形態や指定管理者制度の導入も増加している。
農業委員会
固定資産評価審査委員会

### 事務所の経済効果

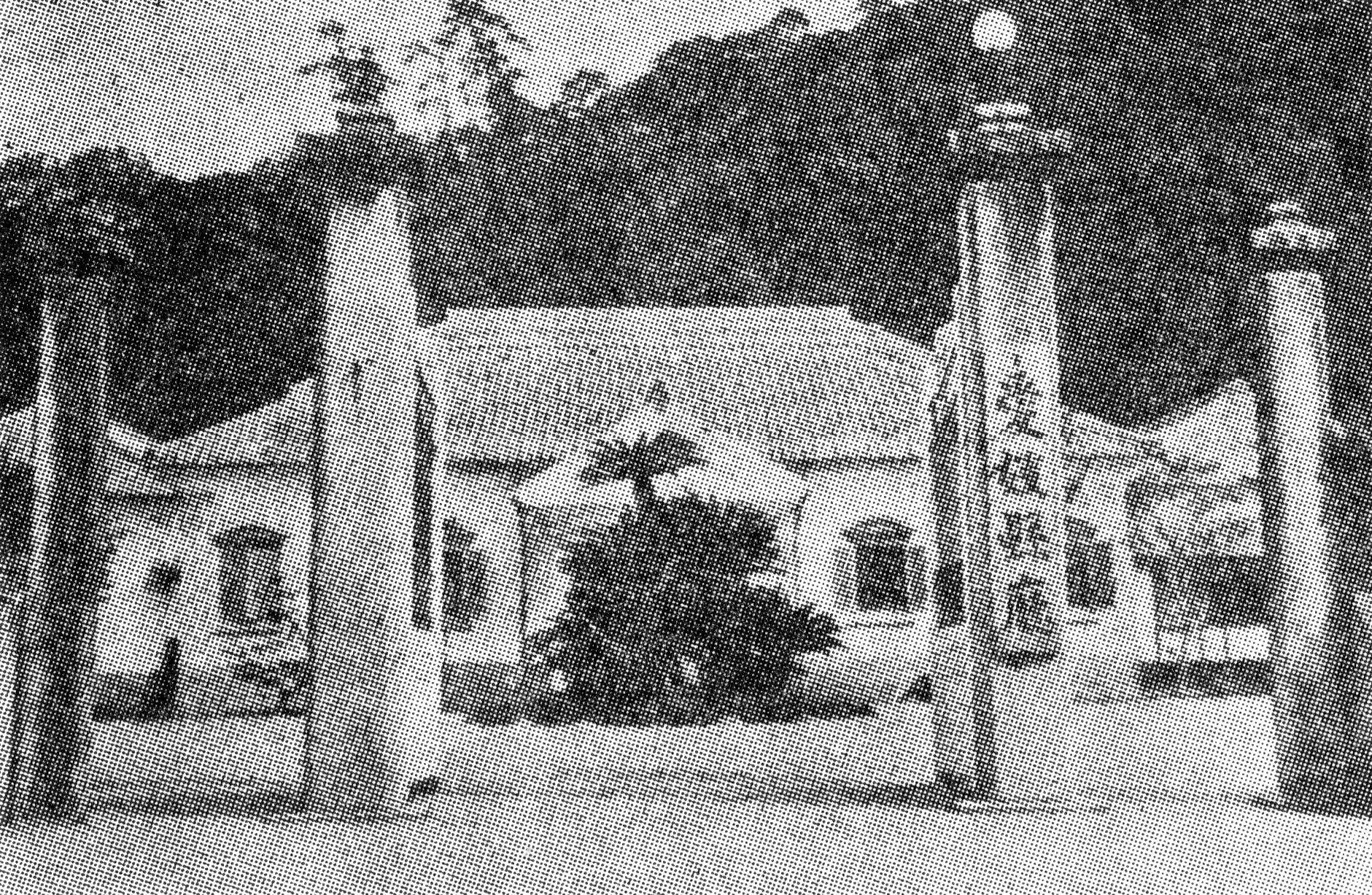
1876年竣工の愛媛県庁舎

事務所が置かれた都市・地域は経済的に発展する傾向がある。都道府県の事務所の所在地には都道府県の機関、国の出先機関、全国企業の支店などが集中し、都市の発展に有利な条件が形成される。
香川県高松市でには国の出先機関が集中しており、1955年までは四国最多の人口を有していた。
また廃藩置県の後、愛媛県庁が置かれた松山市では、県庁舎の周辺に店舗や施設などが増え、江戸時代（伊予松山藩）には「外側」と呼ばれていた地域に中心市街地が形成された。松山市と隣接する今治市は明治時代に工業都市として発展しており、県庁が置かれなければ松山の金融・流通機能が今治に移転していたとする見方もある。2010年代には、安倍晋三政権によって、地方創生のために一部政府機関を移転することが検討された。

### 建て替えと共用

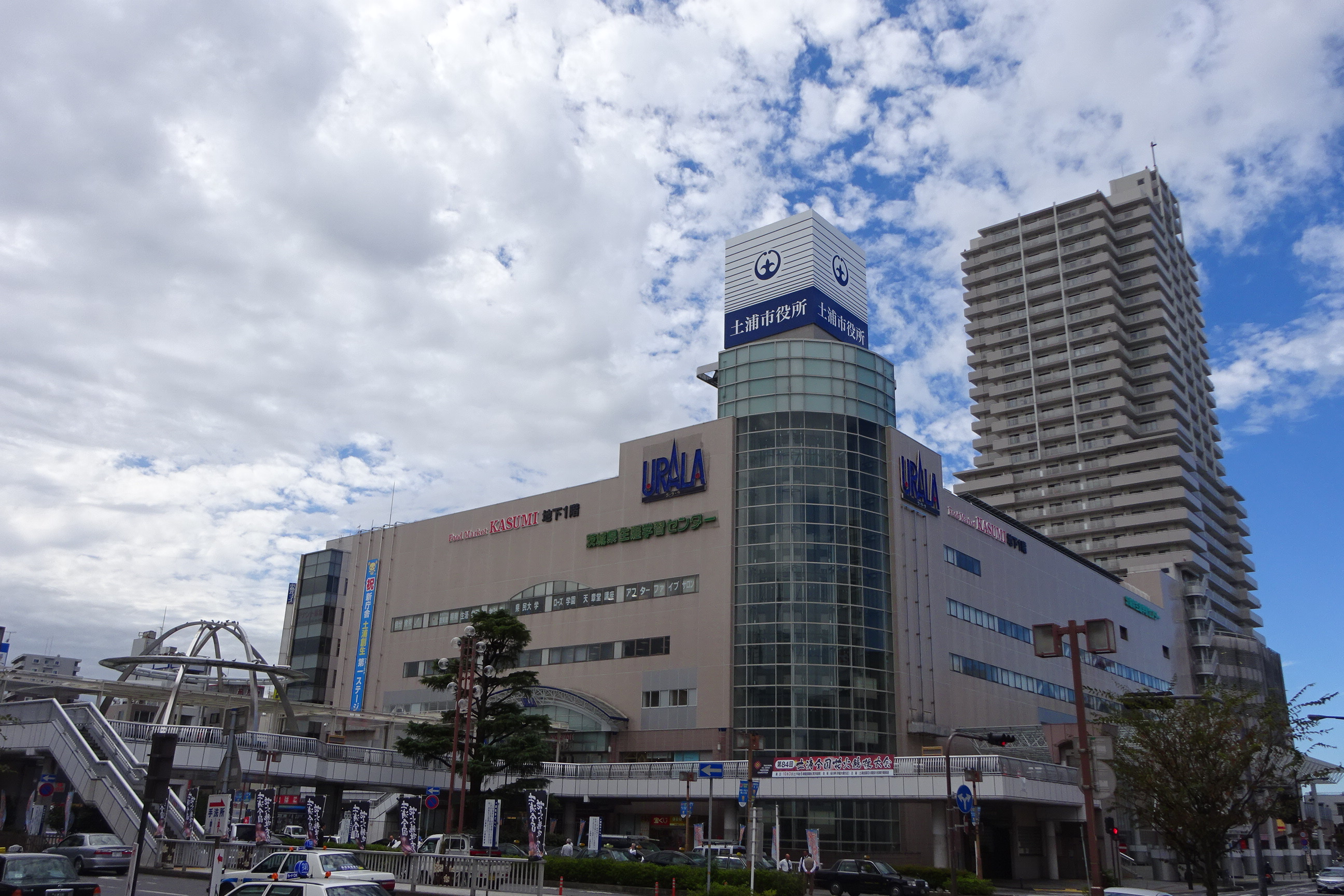
土浦市役所本庁舎が入居する複合商業施設「ウララ」（中央）

2011年（平成23年）3月中旬に起こった東北地方太平洋沖地震（東日本大震災）以降、防災意識の高まりから、新庁舎の建設が促進された。現在地の余地を生かして建て替える地方公共団体もあるが、条例を改正したうえで、他所に建設地を定めて建て替え、移転する例も多い。しかし、財政問題を始めとする諸問題が立ちはだかって建て替えを断念する例もある。また、新しくできる複合商業施設の建物を民営企業と共用する例も出てきた。この場合、役所の存在そのものが所在地域の価値を高めることになり、商業的経済的利点となる可能性がある。商用施設などでのテナント的運用は行政庁の威厳を必ずや低下させるであろうが、日本の警察官が威厳以上に一般人への親しみやすさに重きを置いて交番業務などに力を入れる姿勢があるのと同様、日本の文化、とりわけ現代日本の価値観に照らして、問題視していない当局が少なくないことが分かる。インバウンド需要の急速な拡大で来日する機会が増えた2010年代後半の中国人観光客などから見れば、デパ地下を進んだ先にさり気なく役所の受付カウンターがあるなど考えられないことで、威厳や面子に重きを置く中国の常識からすれば、極めて異質な光景と映っている。
2010年代における状況
- 石巻市役所 本庁舎

2008年に閉店となったさくら野百貨店石巻店の土地建物の譲渡を受けて、2010年に市役所が移転した。1階は食品スーパーなどの店舗が入居している。
- 土浦市役所 本庁舎

土浦駅西口前の複合商業施設「ウララ」の核店舗であるイトーヨーカ堂が撤退した跡地に、2015年（平成27年）9月24日付で移転した。他に比して遥かに大規模ではあるが数多くのテナントの一つとして入居し、この商用ビルは市役所本庁舎として供用されている。屋上には企業広告と同じ形式の巨大看板が掲げられている。
- 筑西市役所 本庁舎

下館SPICA内に「スピカ分庁舎」として一部機能を移転。10年後、本庁舎に昇格。
- 栃木市役所 本庁舎

福田屋百貨店栃木店の旧建物を改装し、市役所本庁舎として開所したうえで、東武宇都宮百貨店（栃木市役所店）などと建物を供用する。
- 木更津市役所 駅前庁舎 及び 朝日庁舎

本庁舎の新築計画を延期し、2つの仮庁舎を開所する。1つ目は、木更津駅前商業施設「スパークルシティ木更津」の7階・8階を仮庁舎「駅前庁舎」として、2つ目は、ショッピングセンター「イオンタウン木更津朝日」の2階を仮庁舎「朝日庁舎」として。
- さいたま市 岩槻区役所 庁舎

かつての岩槻市役所本庁舎から、岩槻駅東口前複合商業施設内へ移転。
- 新潟市 中央区役所庁舎 及び ふるまち庁舎

中央区役所庁舎は、超高層ビル「NEXT21」内へ移転。ふるまち庁舎は、新潟大和跡地の再開発ビル「古町ルフル」内へ移転。
- 新潟市　東区役所　庁舎

東区役所庁舎は、2007年2月25日に閉店となったイトーヨーカ堂新潟木戸店の跡地に2011年（平成23年）9月20日付で新潟市中地区事務所から移転した。
- 北九州市 八幡西区役所

黒崎駅前再開発で建設されたコムシティが早々に経営破綻し、未活用の期間が長く続いたが、最終的には北九州市が買い取り、2013年4月2日に区役所が移設された。
- 東京都千代田区役所

政府機関の地方支分部局と共同で合同庁舎に入居。

## 大韓民国
大韓民国では「〜庁」が使われる（京畿道庁・ソウル市庁・潭陽郡庁・江南区庁など）。

## 中華人民共和国
中華人民共和国では「〜人民政府」と称する（北京市人民政府、江蘇省人民政府、青島市人民政府、平遥県人民政府、八達嶺鎮人民政府など）。

## 中華民国
中華民国では「〜政府」「〜公所」が使われる（台北市政府、台湾省政府、彰化県政府、鹿港鎮公所など。なお、省政府は機能を凍結している）。

## アメリカ合衆国

アメリカ最古のニューヨーク市庁舎

アメリカ合衆国の地方政府については「〜政府」「〜庁」と表記されることが多く、州レベルのものはもっぱら「州政府」「州庁」と呼ばれる（「カリフォルニア州政府」「ハワイ州庁」など）。市以下の地方公共団体では日本の事務所の名称になぞらえ「役所」が用いられることもある（「サンフランシスコ市政府」「サンフランシスコ市庁」のほかに「サンフランシスコ市役所」など）。これは、庁舎を示すcity hall（市庁〈舎〉、市役所）などでも同様である。